# إرليزوماب
إرليزوماب هو جسم مضاد وحيد النسيلة طورته جيننتكس تحت إشراف روش ليستخدم في علاج احتشاء عضل القلب والسكتة الدماغية والصدمة لكن التجارب السريرية أوقفت لعدم تحقيق نتائج مقبولة، فقد بدأت التجارب في أكتوبر 1996 لكن خلال التجارب توفي 4 أشخاص من 6 بدأت عليهم التجارب حيث ظهرت عليهم أعراض سعال دموي. الهدف من التجارب كان زيادة جريان الدم خلال 90 دقيقة من إعطاء الدواء. أوقفت التجارب في يونيو 2000.